# Eutettix dentatus
Eutettix dentatus är en insektsart som beskrevs av Delong och Harlan 1968. Eutettix dentatus ingår i släktet Eutettix och familjen dvärgstritar. Inga underarter finns listade i Catalogue of Life.